# Dimetil polissiloxano
Dimetil polissiloxano, também conhecido por polidimetilsiloxano e dimetilsilicone, é uma mistura de polímeros lineares de siloxano totalmente metilados, constituídos por unidades de fórmula H(CH3)2SiO, estabilizadas por unidades terminais de fórmula (CH3)3SiO. Esse componente pertence a um grupo de organosilicones poliméricos comumente chamados de silicones. O dimetil polissiloxano (PDMS) é o mais utilizado silicone a base de polímeros orgânicos. Se apresenta como um composto claro, não-tóxico, e não-inflamável, normalmente. Suas aplicações são vastas, sendo encontrado em lentes de contato, produtos médicos, cosméticos, alimentos e lubrificantes.

## Histórico
Os compostos de silicone foram sintetizados pela primeira vez nos anos 1950 pela indústria alemã Wacker Chemie e, desde então, têm se infiltrado por variadas áreas. O primeiro campo de aplicação do polidimetilsiloxano, elastômero de silicone, foi o encapsulamento de componentes eletrônicos por fundição, o que prolongava a vida útil dos chips eletrônicos. Seu uso em micro e nanotecnologia tem aumentado desde os anos 1990 por conta da sua capacidade em isolamento dielétrico.

## Síntese
A fórmula química do PDMS é CH3[Si(CH3)2O]nSi(CH3)3, em que n é o número das unidades repetidas [SiO(CH3)2]. A síntese industrial do PDMS tem início a partir do Dimetildiclorossilano reagindo com água por hidrólise, formando os oligômeros do polidimetilsiloxano.
A hidrólise do Si(CH3)2Cl2 dá origem a um polímero composto por grupos silanol (-Si(CH3)2OH]), que é análogo à função álcool para componentes de silício. Esses centros reativos são tipicamente capturados por reações com clorotrimetilsilano:
2 Si(CH3)3Cl + [Si(CH3)2O]n-2[Si(CH3)2OH]2 → [Si(CH3)2O]n-2[Si(CH3)2O Si(CH3)3]2+ 2 HCl
Precursores de Silano, análogo ao metano porém derivado do silício, com mais grupos de formação ácidos e menos grupos metil podem ser usados para introduzir ramificações e reticulações na cadeia polimérica. Sob condições ideais, cada molécula desse componente pode vir a tornar-se um ponto de ramificação, o que pode ser usado para produzir resinas poliméricas mais resistentes e duras. De forma similar, precursores com três grupos metil podem ser utilizados para limitar o peso da molécula, desde que cada molécula tenha uma único sitio reativo, estando presente no fim da cadeia do siloxano.
A polimerização aniônica por abertura do anel controlada do hexametil ciclo trisiloxano produz uma gama de PDMS bem definidos com baixo índice de polidispersão e alta homogeneidade. Essa metodologia permite sintetizar blocos lineares de co-polímeros, além de outras arquiteturas macromoleculares.
O PDMS pode se apresentar em múltiplas viscosidades, indo de um líquido ralo e fluido a um grosso e borrachoso semi-sólido. Tal viscosidade é determinada pelo número de unidades [SiO(CH3)2], quanto mais delas, mais viscoso ele se apresenta. As moléculas do PDMS possuem cadeias poliméricas flexíveis por conta das ligações com siloxano, que são análogas às ligações de éter usadas no emborrachamento de poliuretanos. Tais cadeias flexíveis se tornam vagamente embaraçadas quando o peso molecular é alto, o que resulta em níveis não-usuais de viscoelasticidade em PDMS.
A reação de polimerização envolve o ácido muriático, que não é perfeitamente adequado para aplicações médicas e domésticas. Tendo isso em vista, um processo foi desenvolvido para substituir os átomos de cloro por grupos acetato, durante a reação. Dessa forma, a polimerização tem como produto o ácido acético, que é bem menos agressivo que o HCl. Como consequência, essa novo método é mais lento que o original, mas permite o uso desse polímero de forma segura para fins específicos.

## Propriedades
O PDMS é um polímero viscoelástico, isso significa que ele se comporta como um líquido viscoso, similar ao mel, em temperaturas altas e ao longo de longas passagens de tempo. No entanto, em baixas temperaturas e em períodos curtos, seu comportamento se aproxima ao de um sólido elástico, como a borracha. Viscoelasticidade é a forma de elasticidade não linear, comum entre os polímeros não-cristalinos. O carregamento e o descarregamento de uma curva de stress para o PDMS não coincidem, sendo este variável com base no grau de tensão. Quando do polímero se remove a carga aplicada, a tensão é recuperada de forma lenta. Essa deformação elástica dependente do tempo é resultado das cadeias longas do polímero. O processo descrito só é relevante quando as ligações cruzadas estão presentes; quando não estão, o PDMS não retorna ao seu estado inicial quando a carga é removida, resultando numa deformação permanente. Deformações permanentes raramente são vistas no PDMS, uma vez que quase sempre sua cura é feira com agentes de ligação cruzada.
Se o PDMS for deixado por um razoável período em uma superfície, ele tomará toda a forma dessa superfície, cobrindo-a e moldando-se respeitando todas as imperfeições dela. Por outro lado, se o mesmo PDMS for derramado em um molde esférico e obrigado a tomar forma num curto período de tempo, ele se mostrará como uma bola borrachosa.
As propriedades mecânicas do PDMS o permitem adaptar-se a uma diversidade de superfícies. Uma vez que essas propriedades são afetadas por uma variedade de fatores, esse polímero único é relativamente fácil de se curar. Isso permite ao PDMS se tornar um bom substrato que pode facilmente se integrar a uma vasta gama de microfluidos e sistemas microeletrônicos.
Quimicamente, o PDMS é considerado inerte, termicamente estável, permeável a gases, sendo facilmente manuseado à temperatura ambiente. Suas propriedades isotrópicas e homogéneas são ideais para a redução dos custos envolvidos no seu manuseio, sobretudo em microestruturas. A seguir, algumas propriedades específicas do PDMS Sylgard 184®:
| Propriedade                             | PDMS Sylgard 184® |
| --------------------------------------- | ----------------- |
| Viscosidade (mPa s)                     | 3900              |
| Módulo de Elasticidade (MPa)            | 1,8               |
| Cor                                     | Transparente      |
| Condutividade térmica (W/mK             | 0,18              |
| Coeficiente térmico de expansão (μm/mK) | 310               |
| Resistencia dielétrica (kV/mm           | 21,2              |
| Constante dielétrica                    | 2,65              |
| Resistividade (Ωcm)                     | 1,2x1014          |

O PDMS também apresenta configuração hidrofóbica, o que pode ser alterado através de oxidação por plasma adicionando grupos silanol (SiOH) à superfície. Esse processo permite a configuração hidrofílica, permitindo a molhabilidade pela água. Depois de um certo período, a superfície volta a apresentar configuração hidrofóbica, se o entorno for vácuo, ar ou água. A superfície oxidada é estável no ar por cerca de 30 minutos.

## Aplicações

### Medicina e cosméticos
Dimeticona ativada, uma mistura de polidimetilsiloxanos e dióxido de silício (às vezes chamado simeticona), é usado frequentemente em medicamento de venda livre como um agente antiespumante e carminativo.

#### Pele
PDMS é usado variadamente na indústria de cosméticos e produtos de consumo. Por exemplo, podendo ser utilizado no tratamento de piolhos no couro cabeludo, a dimeticona é amplamente usado em loções hidratantes da pele onde está listada como um ingrediente activo, cujo propósito é a "proteção da pele". Algumas formulações cosméticas utilizam dimeticona e polímeros de siloxano disponíveis em concentrações de uso de até 15%. O Painel de especialistas da "Cosmetic Ingredient Review (CIR)" concluiu que a dimeticona e os polímeros relacionados são "seguros como usado em formulações cosméticas."

#### Cabelo
Compostos de PDMS, tais como amodimeticona, são condicionadores eficazes quando formulado para consistir de partículas pequenas e ser solúvel em água ou álcool / agem como tensioativo (em especial para o cabelo danificado), e são ainda mais condicionado ao cabelo do que o Dimeticona comum e / ou Dimethicone copolyols.

### Microsistemas
Microdispositivos analíticos, também chamados de Micro Sistemas de Análise Total (μTAS), têm se tornado cada vez mais importantes no desenvolvimento  da sociedade. A construção desses microdispositivos é baseada na escolha de um substrato adequado, já que o analítico pode interagir com o material utilizado na fabricação do μTAS. Polímeros, em especial o PDMS, tem sido favoravelmente utilizado na moldagem desses equipamentos, sobretudo através de técnicas como a litografia macia.
O PDMS serve como ótimo substrato nesse caso por conta de suas propriedades elastoméricas, transparência óptica, permeabilidade gasosa, biocompatibilidade, fácil moldagem, adesão ao vidro ou outros materiais, baixa temperatura de cura, resistência química relativamente alta e baixo custo de fabricação. A desvantagem, porém, do seu uso concentra-se em suas características hidrofóbicas, o que dificulta sua aplicação envolvendo soluções aquosas, além de analíticos não-polares adsorverem-se nas paredes do canal, impossibilitando a reprodutibilidade do processo.

### Alimentos
O PDMS é utilizado como aditivo em diversos óleos vegetais com a função protetiva (anti-espumante), impedindo respingos no momento do cozimento. Por esse motivo, rastros dele são encontrados em diversos alimentos de grandes companhias de fast-food, como Chicken McNuggets do McDonalds. Na União Europeia, a classificação de aditivos alimentares (Número E) identifica o PDMS como E900.

### Preservativos
Por conta da natureza inerte, o PDMS é utilizado como lubrificante em camisinhas e sua detecção tem dado suporte à identificação de casos de abuso sexual. A permanência do PDMS pode ser observada no pênis, vagina, boca e pele por razoável período, o que facilita a identificação da tentativa de casos de assédio. Pesquisas apontam que a detecção do PDMS foi possível até 20h depois no pénis, 35h na vagina e 52h na pele. Na boca, o PDMS foi detectado até 4h se não houve ingestão de líquidos ou alimentos; esse tempo passou para 9h se houve jejum. Pela natureza do PDMS, fluidos biológicos não influenciam na detecção da análise.

### Prótese mamária
O polímero mais utilizado como material dos implantes mamários é o polidimetilsiloxano - PDMS, comumente chamado de silicone. Esses implantes são constituídos por uma membrana (revestimento externo) e pelo gel de preenchimento. Ambos os materiais pertencem à família dos siloxanos, sendo a membrana um compósito elastomérico curado pela adição de dois ou mais componentes; o gel, por outro lado, é um elastômero líquido.

### Usos domésticos e outros
Muitas pessoas estão indiretamente familiarizadas com dimetil polissiloxano (PDMS), por ser um componente importante na massa "Silly Putty", do qual PDMS transmite suas propriedades viscoelásticas característicos. Outro brinquedo de PDMS é o "Kinetic Sand". O elastômero, vedantes de silicone com cheiro avinagrado, adesivos e selantes de aquário também são bem conhecidos.
PDMS também é usado como um componente em graxa de silicone e outros lubrificantes à base de silicone, assim como em agentes anti-espuma, agentes de libertação do molde, fluidos de amortecimento, fluidos de transferência de calor, pomadas, cosméticos, condicionadores de cabelo e outras aplicações. PDMS também tem sido usado como um fluido de enchimento em implantes.
Pode ser utilizado como um adsorvente (que se adere a si) ou absorvente para a análise do espaço de topo (análise de gás dissolvido) de alimento.

## Meio Ambiente
O PDMS não apresenta nenhum tipo de efeito danoso a nenhum organismo no meio ambiente, segundo a Ullmann's Encyclopedia. PDMS não é biodegradável, mas é absorvido pela água em estações de tratamento de água.
A decomposição do PDMS ocorre em dois estágios, o primeiro ocorre entre a faixa de temperatura de 390 a 540 graus Celsius, com perda de massa de 1,8% a 12,7%. Esse estágio pode ser atribuído à decomposição do PDMS pela cisão das ligações Si-O, formando oligômeros cíclicos energeticamente mais favoráveis, como hexametiltrisiloxano e octametiltetrasiloxano.
O segundo estágio de perda de massa ocorre devido à decomposição final dos oligômeros cíclicos, gerando o sólido residual SiO₂. A degradação dos oligômeros cíclicos acontece a altas temperaturas e ocorre pela clivagem da ligação Si-C, menos estável que as ligações Si-O e C-H nestes siloxanos. A decomposição térmica do PDMS gera resíduos de SiO₂ na faixa de 60 a 87%.
Os terminais da cadeira polimérica são mais suscetíveis à degradação, portanto, quanto menor o peso molecular do polímero, maior a quantidade de terminais de cadeias, consequentemente, menor a estabilidade térmica. Assim, a estabilidade térmica de um polímero aumenta com o aumento do seu peso molecular, no entanto, a partir de um determinado peso molecular, o tamanho das cadeias é tão grande que a influencia dos terminais é praticamente desprezível.